# Norbert Thüx
Norbert Thüx OT (* 28. Dezember 1964 in Bitburg) ist ein römisch-katholischer Ordensgeistlicher des Deutschen Ordens und ehemaliger Prior der deutschen Brüderprovinz des Deutschen Ordens.

## Leben
Thüx wuchs in Trier auf, wo er eine kaufmännische  Ausbildung abschloss. Er trat später in den Deutschen Orden ein, wo er am 12. August 1989 die zeitlichen Gelübde ablegte. Nach dem Theologiestudium in Bamberg, Frankfurt am Main und in Innsbruck und der feierlichen Profess am 30. Juli 1994 wurde er am 31. Mai 1996 zum Priester geweiht. Nach einer Zeit als Pfarrer und Superior in Wetter (Hessen) wurde Norbert Thüx im Jahr 2000 Generalökonom des Hochmeisters. Vom 28. Dezember 2000 bis zum Mai 2015 war er Prior und Provinzial der deutschen Brüderprovinz des Deutschen Ordens und führte diese aus ihrer Krise. Neben seinem Amt als Provinzial war Norbert Thüx bis 2008 Generalökonom; ebenso Vorsitzender für das Ordenskrankenhaus in Friesach (Österreich/Kärnten) sowie Rat des Hochmeisters für die tschechische Brüderprovinz des Deutschen Ordens.
Seit September 2020 ist Norbert Thüx Novizenmeister der deutschen Brüderprovinz. Ferner vertritt er die deutsche Provinz als Generalrat im Gesamtorden.
Er ist Mitglied der katholischen Studentenverbindung KAV Capitolina Rom.